# Бреслер, Арон Менделевич
Аро́н Ме́нделевич Бре́слер (20 марта 1898 года, местечко Освея, Витебская губерния — 10 сентября 1951 года, Чебоксары) — конструктор электроизделий. Кандидат технических наук (1941).

## Биография
Арон Менделевич Бреслер родился 20 марта 1898 года в местечке Освея (Освейская волость, Дриссенский уезд, Витебская губерния; ныне — Витебская область Республики Беларусь). Закончил Рижское ремесленное училище, получив специальность «электромонтёр». Служил в Рабоче-крестьянской Красной армии. 
В 1930 году окончил Московское высшее техническое училище им. Баумана.
В 1915—1917 годах работал на предприятиях Петрограда электромонтажником, затем служил в полку в городах Гдов и Торжок (1917—1918).
После службы в армии Арон Менделевич работал начальником технической части уездной телефонной сети в городе Торжок (1918—1920), работал в Высшей школе военной связи (Москва) и НИИ связи РККА (1921—1924).
В годы НЭПа работал в Москве на частных предприятиях, на заводе «Динамо», Всесоюзном электротехническом институте (1921—1933). В 1933—1941 годах — начальник конструкторского бюро на Харьковском электромеханическом заводе.
Диссертацию на соискание ученой степени кандидата технических наук на тему «Защита статора генераторов при замыкании на землю» защитил в Харькове в мае 1941 года.
После начала Великой Отечественной войны осенью 1941 года вместе с ХЭМЗ был эвакуирован из Харькова в Чебоксары. На базе харьковского предприятия там был создан новый завод электроаппаратуры. Бреслер был назначен начальником конструкторского бюро нового завода, с 1948 года он — заместитель начальника специализированного конструкторского бюро. В 1941—1942 годах он внёс вклад в разработку новой для предприятия номенклатуры электроизделий.
Арон Менделевич Бреслер скончался 10 сентября 1951 года в городе Чебоксары. Похоронен на мемориальном кладбище города Чебоксары.

## Труды

### Изобретения
Арон Менделевич Бреслер — автор ряда изобретений, включая изобретение первого многофазного реле. Изобретение впоследствии вошло в научную литературу как «Реле Бреслера».
- Бреслер А. М. Устройство для защиты высоковольтных линий передачи от замыканий между фазами // Авторское свидетельство СССР № 66343. — 1944 (по другим данным — от 19 октября 1945 года)[3].
- Дистанционное реле // Авторское свидетельство на изобретение № 35294 от 31 марта 1934 года.
- Устройство для дистанционной защиты многофазных электрических установок с заземленной нейтралью от замыканий на землю // Авторское свидетельство на изобретение № 41062 от 30 января 1935 года.
- Устройство для дистанционной направленной защиты линий электропередачи // Авторское свидетельство на изобретение № 66777 от 12 июля 1945 года.
- Электромагнитное реле максимального тока // Авторское свидетельство на изобретение № 74237 от 19 января 1949 года[3].

### Публикации
1. Защита генераторов от замыканий на землю. Технический бюллетень Министерства электротехнической промышленности, 1946 год.
2. Разработка и освоение аппаратуры быстродействующих защит. Технический бюллетень Министерства электротехнической промышленности, 1949 год.
3. Индукционное реле сравнения токов. Технический бюллетень Министерства электротехнической промышленности, 1950 год.
4. Индукционные реле сопротивления. Электричество. — 1952. — № 9[3].

## Память
- В 1992 году в Чебоксарах создано научно-производственное предприятие, названное в честь Арона Менделевича, — «Бреслер».